# アラン・ボラード
アラン・ボラード（Alan Bollard, CNZM, 1951年 -  ）は、ニュージーランドの経済学者。アジア太平洋経済協力（APEC）事務局長（2013年1月1日 - ）、第10代ニュージーランド準備銀行総裁（2002年9月 - 2012年9月）。

## 人物

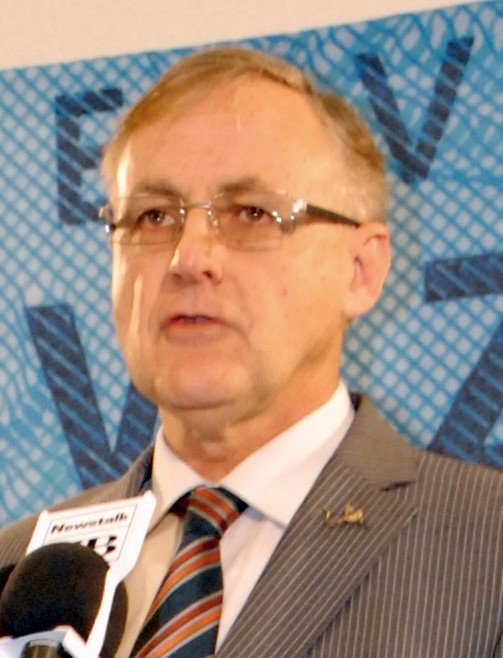
Dr.A.ボラード（2008年）

ウェリントンに生まれ、オークランドに育つ。オークランド大学で経済理論、応用経済学を学び、1977年にPh.D.（経済学専攻）を取得。
ヌメア南太平洋委員会エコノミスト、ロンドン南太平洋委員会コンサルタントを経て、1983年にニュージーランド経済研究所に上席研究員として入所。ニュージーランド経済研究所理事（部長級）（1987年 - 1994年）、ニュージーランド商業委員会長（1994年 - 1998年）、ニュージーランド国庫庁長官（1998年 - 2002年）を歴任。
2002年9月23日にドン・ブラッシュの後任として第10代ニュージーランド準備銀行総裁に就任。2007年5月29日に再任。2012年1月30日、同年9月25日の任期満了で総裁を退任すると発表。
2013年1月1日付けでアジア太平洋経済協力（APEC）事務局長に就任（任期：2013年1月1日 - 2015年12月31日）。
投資会社に勤務する妻との間に2男。1998年にオークランド大学名誉同窓生に選出され、2007年にオークランド大学より名誉法学博士、2012年12月にマッセー大学より名誉商学博士の学位を授与されている。2012年に公職への貢献によりエリザベス2世よりニュージーランド・メリット勲章（CNZM）を授章された。